# Чжоу Цюйфэй
Чжо́у Цюйфэ́й (кит. 周去非, 1135—1189) — китайский ученый и государственный служащий времен империи Сун.

## Биография
Родился в уезде Юнцзя области Вэньчжоу (на территории современного городского округа Вэньчжоу провинции Чжэцзян). Свою чиновничью службу начал в 1163 году после прохождения экзаменов и получения высшей ученой степени цзиньши. Он был одним из старших учеников известного сунского мыслителя Чжан Ши. Где он служил сразу после получения степени — неизвестно. В Гуанси он прибыл в 1172 году, а отбыл оттуда в 1178 году. Известно лишь о годе смерти — 1189.

## Работа
Известен произведением «За Хребтами. Вместо ответов» («Линвай дайда»). Это- наиболее содержательный памятник второй половины XII века, в котором описаны земли Юга Китая, прежде всего территории современного Гуанси-Чжуанского автономного района. В нем охвачен широкий круг вопросов — административное устройство, система управления, история, география, экономика, международные отношения, приводятся сведения о флоре и фауне. Памятник содержит детальные сообщения о самых разнообразных сторонах жизни не только ханьского населения, но и местного неханьского населения — яо, лао, цзы, дань.
Состоит из 10 цзюаней, 19 разделов. Характерной чертой структуры отдельных описаний в произведении Чжоу Цюйфэя является наличие особых окончаний — небольших фраз, которые являются итоговой репликой автора. В них он в той или иной форме, но всегда кратко и четко выражает своё личное, весьма эмоциональное, отношение к описываемому предмету, явлению или событию. Окончания придают описаниям завершенного вида, поскольку в них суммируется явная или скрытая сущность изложенного.